# Розлучниця (фільм)
«Розлучниця» — радянський художній фільм 1991 року, знятий режисером Аміром Каракуловим на студіях «Союзтелефільм» і «Алем».

## Сюжет
Сюжетну канву фільму складає драматичний конфлікт між двома братами. Аділь закохується у дівчину, яку любить його старший брат Рустем. Еля відповідає взаємністю Аділю. Складні душевні переживання та внутрішня психологічна боротьба у «трикутнику» завершується трагічно: старший брат вбиває свою кохану.

## У ролях
- Аділь Туркбенбаєв — головна роль
- Рустем Туркенбаев — головна роль
- Петро Корольков — роль другого плану
- Наталія Долматова — роль другого плану
- Дана Каїрбекова — Дальміра

## Знімальна група
- Режисер — Амір Каракулов
- Сценарист — Амір Каракулов
- Оператор — Дмитро Передня
- Художник — Мурат Мусін